# Arcidiecézní charita Praha
Arcidiecézní charita Praha je křesťanská nezisková organizace, zřízená Arcibiskupstvím pražským, která pomáhá lidem v nouzi. Její činnost se zaměřuje zejména na oblast pražské arcidiecéze. Charita poskytuje celou řadu sociálních a sociálně zdravotních služeb pro seniory, lidi se zdravotním postižením, osamělé matky s dětmi, lidi bez domova, migranty, oběti domácího násilí a oběti obchodu s lidmi. Její významnou činností je rozvojová spolupráce a humanitární pomoc v nejchudších zemích světa, zejména v regionu subsaharské Afriky (Uganda, Zambie) a dále v Indii a v Bělorusku. 
Arcidiecézní charita Praha je součástí celorepublikové sítě charit Charita Česká republika, a také celosvětové sítě Caritas Internationalis zastřešující 162 národních Charit, které působí téměř ve všech zemích světa. Jedná se o jednu z největších celosvětových sítí usilujících o odstranění chudoby a nastolení spravedlivější společnosti.

## Historie
V roce 2019 oslavila Arcidiecézní charita Praha sté výročí svého založení. Vznikla po první světové válce, která za sebou zanechala mnoho invalidů a lidí v sociální tísni. Potřeba pomoci těmto lidem vedla v roce 1919 k ustavení Svazu katolické charity v Království českém z popudu tehdejšího pražského arcibiskupa Pavla Huyna.
Její činnost byla významně omezena za druhé světové války a během socialismu, ke znovuobnovení původního rozsahu činnosti došlo v roce 1990. 
Nastolování trendů v sociální pomoci
Na počátku 90. let se Arcidiecézní charita Praha zasloužila o vznik domácí zdravotní péče v České republice. Ve spolupráci s ministerstvem zdravotnictví začala zakládat tzv. střediska ošetřovatelské služby, pečující o pacienty v jejich domácím prostředí. Tím se snížila délka hospitalizace a léčení doma přinášelo u mnoha pacientů lepší výsledky. Charita postupně vybudovala celostátní síť domácí péče a dnes je jejím nejvýznamnějším poskytovatelem – přes 800 zdravotních sester pečuje ročně o více než 36 tisíc pacientů.
Už v roce 1991 založila Arcidiecézní charita Praha spolu s řeholnicí sestrou Akvinelou vůbec první domov pro mentálně postižené děti v Praze, Domov svaté Rodiny. Místo zamřížovaných oken a dveří bez klik vzniklo přátelské zařízení organizované do jednotlivých domácností, kde vládne rodinná atmosféra a kde mentálně postižení nacházejí bezpečné zázemí i v době, kdy jejich vlastní rodiče už odejdou.
Začátkem devadesátých let začala Arcidiecézní charita Praha působit i v zahraničí, impulsem k tomu se stala válka v Jugoslávii. V roce 1993 založila Arcidiecézní charita Praha rozvojový program Adopce na dálku® v Indii. Principem projektu je finanční pomoc českých dárců konkrétním chudým dětem zaměřená na dosažení vzdělání. To pomáhá celým komunitám ve větší soběstačnosti. Úspěšný projekt Charita postupně rozšířila do Ugandy, Zambie a Běloruska. Od roku 1993 do roku 2020 čeští dárci podpořili už víc než 33 tisíc dětí.
Charita dnes
V současnosti je Arcidiecézní charita Praha jedním z největších poskytovatelů sociálních služeb v regionu. Zakládá a provozuje azylové domy, denní stacionáře, poradny, pečovatelské a mnoho dalších služeb. Vedle rozšiřování služeb se Charita věnuje také vzdělávání pracovníků a jejich další profesionalizaci.
Arcidiecézní charita Praha provozuje penzion U sv. Kryštofa v pražských Záběhlicích.
Arcidiecézní charita Praha provozuje kostel Panny Marie Matky ustavičné pomoci a sv. Kajetána, který je tak jediným kostelem v naší zemi, který provozuje profesionální poskytovatel sociálních služeb. Tímto unikátním propojením se stal kostel centrem modlitby za pomoc lidem v nouzi.

## Ocenění
Dlouholetá spolupracovnice Arcidiecézní charity Praha, Maria Goretti Quadros, získala v roce 2003 cenu ministra zahraničních věcí Gratias Agit za šíření dobrého jména České republiky v zahraničí v souvislosti s programem Adopce na dálku v Indii.
V roce 2015 získal rozvojový projekt Arcidiecézní charity Praha Česká nemocnice sv. Karla Lwangy v Ugandě od řádu milosrdných bratří Cenu Celestýna Opitze za vzor v péči o nemocné a potřebné.

## Benefiční koncerty
V roce 2020 se bude konat už 29. ročník tradičního benefičního koncertu Arcidiecézní charity Praha ve Smetanově síni Obecního domu. Hlavními partnery prestižní kulturní akce pod záštitou pražského arcibiskupa jsou Obecní dům a Symfonický orchestr hl. m. Prahy.

## Oblastní a farní charity v pražské arcidiecézi
Arcidiecézní charita Praha má podle svých stanov za úkol metodické vedení oblastních a farních charit v pražské arcidiecézi.
- Charita Beroun
- Charita Kralupy nad Vltavou
- Charita Neratovice
- Charita Praha 4 - Chodov
- Charita Praha 7 - Holešovice
- Charita Příbram
- Charita Roudnice nad Labem
- Charita Starý Knín
- Charita Vlašim
- Farní charita Benešov
- Farní charita Dobříš
- Farní charita Kladno
- Farní charita Kolín
- Farní charita Lysá nad Labem
- Farní charita Mníšek pod Brdy
- Farní charita Nymburk
- Farní charita Praha 1 - Nové Město
- Farní charita Praha 10 - Strašnice
- Farní charita Praha 10 - Vršovice
- Farní charita Praha 14
- Farní charita Praha 3 - Vinohrady
- Farní charita Praha 4 - Lhotka
- Farní charita Praha 4 - Modřany
- Farní charita Praha 5 - Smíchov
- Farní charita Praha 6 - Břevnov
- Farní charita Praha 8 - Kobylisy
- Farní charita Praha Barrandov
- Farní charita Praha Čakovice
- Farní charita Rakovník
- Farní charita Řepy
- Farní charita Řevnice
- Farní charita Říčany
- Farní charita Stodůlky